# 206.ª División de Infantería
La 206.ª División de Infantería (llamada As de Picas, emblema de la división) fue una unidad militar alemana que sirvió durante la Segunda Guerra Mundial. 
Como la mayoría de las unidades de infantería alemanas, no estaba motorizada e iba a pie o a caballo.

## Historia
La 206.ª División de Infantería se creó el 17 de agosto de 1939 en Insterburg, Prusia Oriental. Sirvió durante la Invasión de Polonia en 1939 como una división de reserva del Grupo de Ejércitos Norte.
La 206.ª participó en la Operación Tifón como parte del XXIII Cuerpo del IX Ejército. En aquel momento, la división se encontraba al mando del teniente general Hugo Höfl.
Durante la Operación Marte de la ofensiva estratégica soviética Rzhev-Vyazma, la división, ahora mandada por el teniente general Alfons Hitter, estaba otra vez encuadrada en el XXIII Cuerpo del IX Ejército, en el sector Molodoi Tud de Rzhev. Allí fue atacada por el XXXIX Ejército soviético.
Se sabe que la división utilizó el cazacarros Marder I a partir de enero de 1943 hasta diciembre de 1943.
A mediados de 1944, la división, aún bajo el mando del teniente general Alfons Hitter, fue una de las que defendieron Vítebsk como parte del III Ejército Panzer y del LIII Cuerpo. La ofensiva soviética, la Operación Bagration, que se inició el 22 de junio, hizo que todo el Cuerpo se viera rodeado en cuestión de días, tras los avances soviéticos en torno a la ciudad. Entonces el Oberkommando des Heeres, después de darse cuenta de que la situación era desesperada, autorizó una operación de evasión de las otras tres divisiones implicadas, ordenándose a la 206.ª permanecer en Vitebsk y luchar hasta el último hombre.
El 26 de junio, las fuerzas soviéticas avanzaban combatiendo en su camino a la ciudad, y el general Gollwitzer, comandante del LIII Cuerpo, ordenó a la 206.ª retirarse haciendo caso omiso de las órdenes del OKH. Sin embargo, era demasiado tarde y la división fue casi aniquilada en su totalidad o hecha prisionera. Su comandante, el teniente general Alfons Hitter, pasó a unirse al NKFD durante su cautiverio soviético.

## Componentes de la unidad
- 301.° Regimiento de Infantería
- 312.° Regimiento de Infantería
- 413.° Regimiento de Infantería